# Mølleåen
Mølleåen har sit udspring i Hettings Mose nord for Ganløse Eged mellem Buresø og Bastrup sø.
Den løber ud i Øresund og har en længde på ca. 30 km.
På sin vej videre fra Bastrup Sø løber Mølleåen gennem 3 store søer: Farum sø, Furesøen og Lyngby sø.
Et ældre navn for åen er "Lughn", som betyder "den roligt flydende".
Faldet er på 29 – 30 meter, hvilket har givet mulighed for vandmøller samt industriel produktion langs åen, blandt andet Brede klædefabrik og knivfabrikken i Raadvad.
Blandt de møller der ligger langs åen er:
- Frederiksdal Mølle
- Lyngby Nordre Mølle
- Lyngby Søndre Mølle
- Fuglevad Mølle
- Brede Mølle
- Ørholm Mølle
- Nymølle
- Stampen
- Raadvad Mølle
- Strandmøllen

Møllernes placering betyder at den ældste danske industri er opstået omkring Mølleåen. Nogle af møllerne, såsom den øvre Hestetangsmølle har eksisteret siden Middelalderen, men de fleste blev anlagt eller kraftigt udvidet i forbindelse med manufakturers oprettelser i 1600- og 1700-tallet.

## Historie
Hvor langt tilbage i tiden Mølleåen har været anvendt til møllebrug, kan ikke siges. Den første af møllerne, som kendes, er vistnok Nymølle; dens navn træffes allerede i begyndelsen af det 13. århundrede, men navnet tyder på, at det ikke er den ældste. I det 14. århundrede nævnes andre af møllerne, således Fuglevads mølle (Folevad), Brede (Brydæ) og Ørholm (Ørewaz, Ørevad), 1417 afhændede Vor Frue Kirke Nymølle til Roskildebispen Jens Andersen. I Christian 3.s tid var der en krudtmølle ved Fuglevadsmølle; i 1628 gav Christian 4. Brede Mølle til Joh. von Dehlen og Laurentz Møllengracht til krudtmølle; men disse krudtmøller blev snart nedlagt og kom i andres hænder, i 1668 til den kendte kobbersmed Henr. Ehm, som indrettede et hammer- eller kobberværk på Brede. I det 17. århundrede var der ligeledes krudtmølle ved Lyngby (en tid indrettet til valkemølle af guldsmed og alkymist Casper Herbach, død 1664) og Ørholm, lige som der også ved åen lå flere "Slibe- og Poleremøller", som ved Rådvad ("Rodevalds Værk"), hvor Frederik 3. overlod møllen til overtøjmester Peter Kalthoff, som indrettede den til slibe- og krudtmølle. Efter hans død i 1672 kom Rådvad atter til staten; senere overlod Frederik 5. krudtmøllen her til sin kammertjener, senere justitsråd Nicolai Jac. Jessen for at indrette et filehuggeri der, og da han gik fallit i 1765, gik det over til isenkræmmerlavet i København, som besad det i henved et århundrede, således at alle, der ville optages i lavet, måtte have andel i fabrikken. Da lavsvæsenet ophævedes, overtoges den af et interessentskab, som i 1894 omdannede den til aktieselskab.
Størst betydning havde dog en tid anlæggene ved Frederiksdals eller, som den tidligere hed Hjortholm Mølle, der 1649 købtes af rentemester Henrik Müller, som 1668 solgte den til Frederik 3., hvorefter navnet Frederiksdal Mølle blev det almindelige. Få år efter begyndte her og i omegnen ved dronning Charlotte Amalies påvirkning en række fabriksanlæg, således kobbermøllen ved Nymølle og Frederiksdals papirmølle. Nymølle blev bortforpagtet i 1672 til Henrik Ehm, senere til Lor. Badstuber, og Poul Badstuber erhvervede den i 1738 som ejendom og drev, ligesom på Brede og Ørholm, en stor virksomhed i messing, kobber, knive og ståltråd, indtil han gik fallit i 1746 og fabrikkerne atter blev splittet. Brede kom senere i grev Schimmelmanns besiddelse, og i det 19. århundrede var det centrum for en stor klædefabrikation (anlagt i 1809 af Modeweg i København, i 1831 flyttet til Brede), der en tid også omfattede Nymølle, Ørholm og Stampen. Frederiksdals papirmølle anlagdes af Charlotte Amalie 1673 og dreves en tid af Hans Heuser, der også en halv snes år efter fik Strandmøllen (anlagt først som valkemølle, 1645 indrettet som papirmølle af Joh. Ettersen) og senere bestyrelsen af den, da Charlotte Amalie købte den 1690; 1693 indkaldtes fra Hannover Joh. Drewsen (Drewez?), som forpagtede og 1718 erhvervede Strandmøllen som ejendom, og den forblev i denne families besiddelse, indtil den 1889 overgik til aktieselskabet De forenede Papirfabrikker sammen med Ørholm og Nymølle, som den Drewsenske slægt havde tilkøbt 1854. Ved Strandmøllen blev der 1893 rejst et mindesmærke (granitstøtte med buste, udført af Alfr. Thielemann) for Chr. Drewsen (født 1799), der 1865 blev eneejer af Strandmøllen, Ørholm og Nymølle.
Ved den øvre Mølleå er der skabt en 6 km lang "digterrute" viet til Frank Jægers minde og udsmykket med tre skulpturer undervejs, Enhjørningen, Snedkeren og Baronen.
Byerne omkring Mølleåen udleder 150 millioner liter spildevand om året til Øresund via åen, og et rensningsanlæg bygges i Lyngby for at mindske det.